# 内真部 - 蓬田バイパス
内真部 - 蓬田バイパス（うちまんべ - よもぎたバイパス）は青森県青森市から東津軽郡蓬田村に至る国道280号のバイパス道路である。

## 概要
- 起点：青森市内真部
- 終点：蓬田村郷沢
- 延長：10.2 km
- 標準幅員
  - 本線：9.5 m（車道3.25 m（2車線）、歩道1.5 m（両側））
  - 側道：3.0 m
- 事業期間：1994年度 - 2002年度
- 事業費：約69億円

## 歴史
- 2000年（平成12年）9月22日：青森市内真部 - 東津軽郡蓬田村阿弥陀川7.1 kmが部分供用。
- 2002年（平成14年）10月10日13時：蓬田村阿弥陀川 - 蓬田村郷沢3.1 kmが供用し、完成。

## 接続
- 蓬田 - 蟹田バイパス
- 内真部バイパス
- 国道280号（現道）